# Zaldibia
Zaldibia é um município da Espanha na província de Guipúscoa, comunidade autónoma do País Basco, de área 16,43 km² com população de 1463 habitantes (2007) e densidade populacional de 90,86 hab/km².

## Demografia
| Variação demográfica do município entre 1991 e 2004 | Variação demográfica do município entre 1991 e 2004 | Variação demográfica do município entre 1991 e 2004 | Variação demográfica do município entre 1991 e 2004 |
| --------------------------------------------------- | --------------------------------------------------- | --------------------------------------------------- | --------------------------------------------------- |
| 1991                                                | 1996                                                | 2001                                                | 2004                                                |
| 1582                                                | 1573                                                | 1490                                                | 1481                                                |